# Esnes
Esnes is een gemeente in het Franse Noorderdepartement (regio Hauts-de-France) en telt 622 inwoners (2004). De plaats maakt deel uit van het arrondissement Cambrai.
Het dorp ligt aan een drukke departementale weg (D960) die Cambrai met Bohain-en-Vermandois verbindt. Het is gekenmerkt door grote hoogteverschillen, onder andere door een diep ingesnede bijriviertje van de Schelde.

## Bezienswaardigheden
Boven op een steile helling aan de hoofdweg ligt de Sint-Pieterskerk (opgetrokken tussen de 15e en de 17e eeuw, grondig gerestaureerd in de 19e eeuw). Ze is opvallend gespaard gebleven in de Eerste Wereldoorlog, die nochtans grote delen van het dorp verwoestte. Het huidige kasteel gaat terug tot de 15e eeuw, maar de grootste delen van het huidige gebouw kwamen in de 18e eeuw tot stand. Na de feodale periode werd het een boerenhof. Het wordt door de vrienden van het kasteel in stand gehouden.

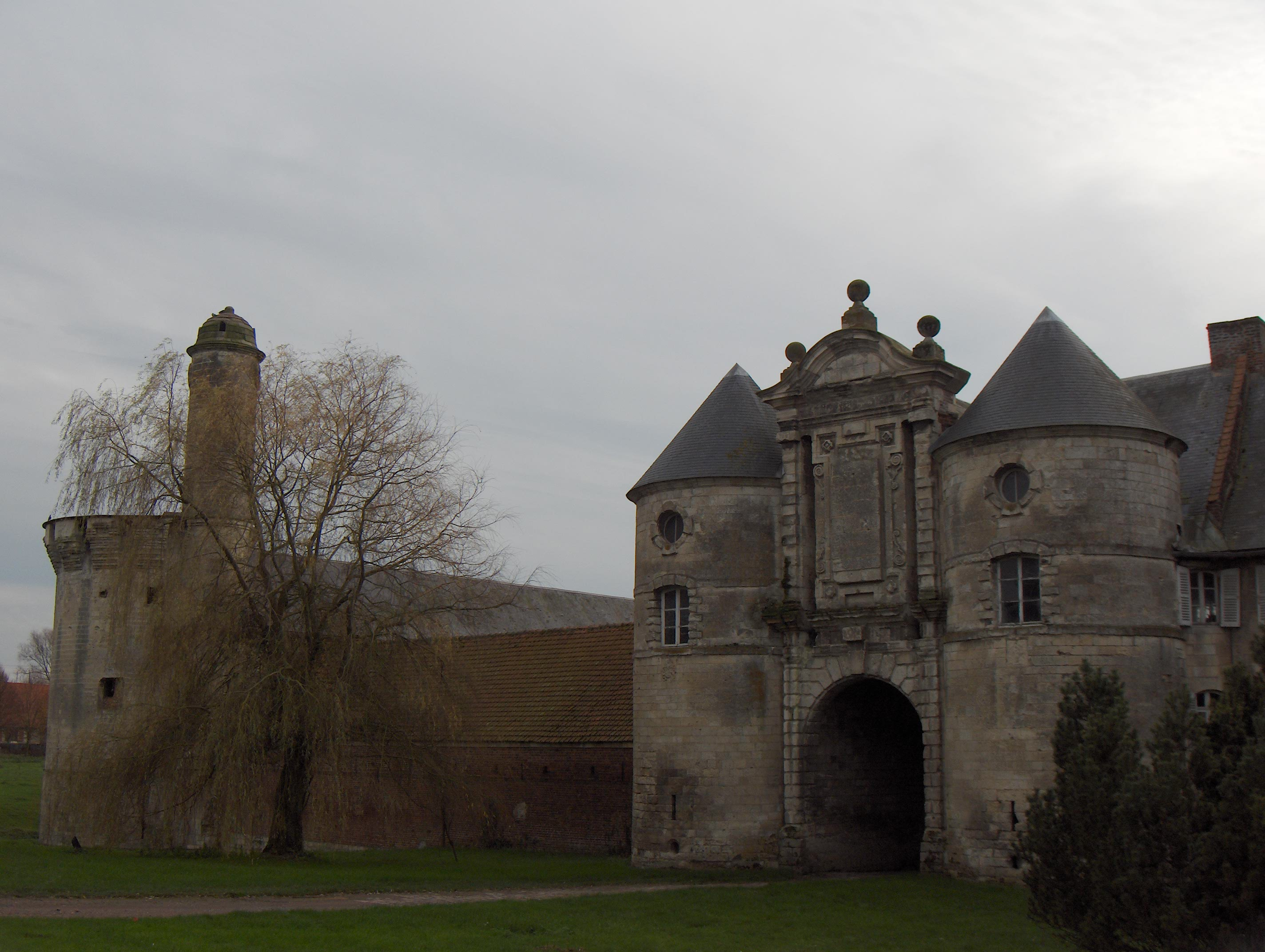
Feodaal kasteel van Esnes
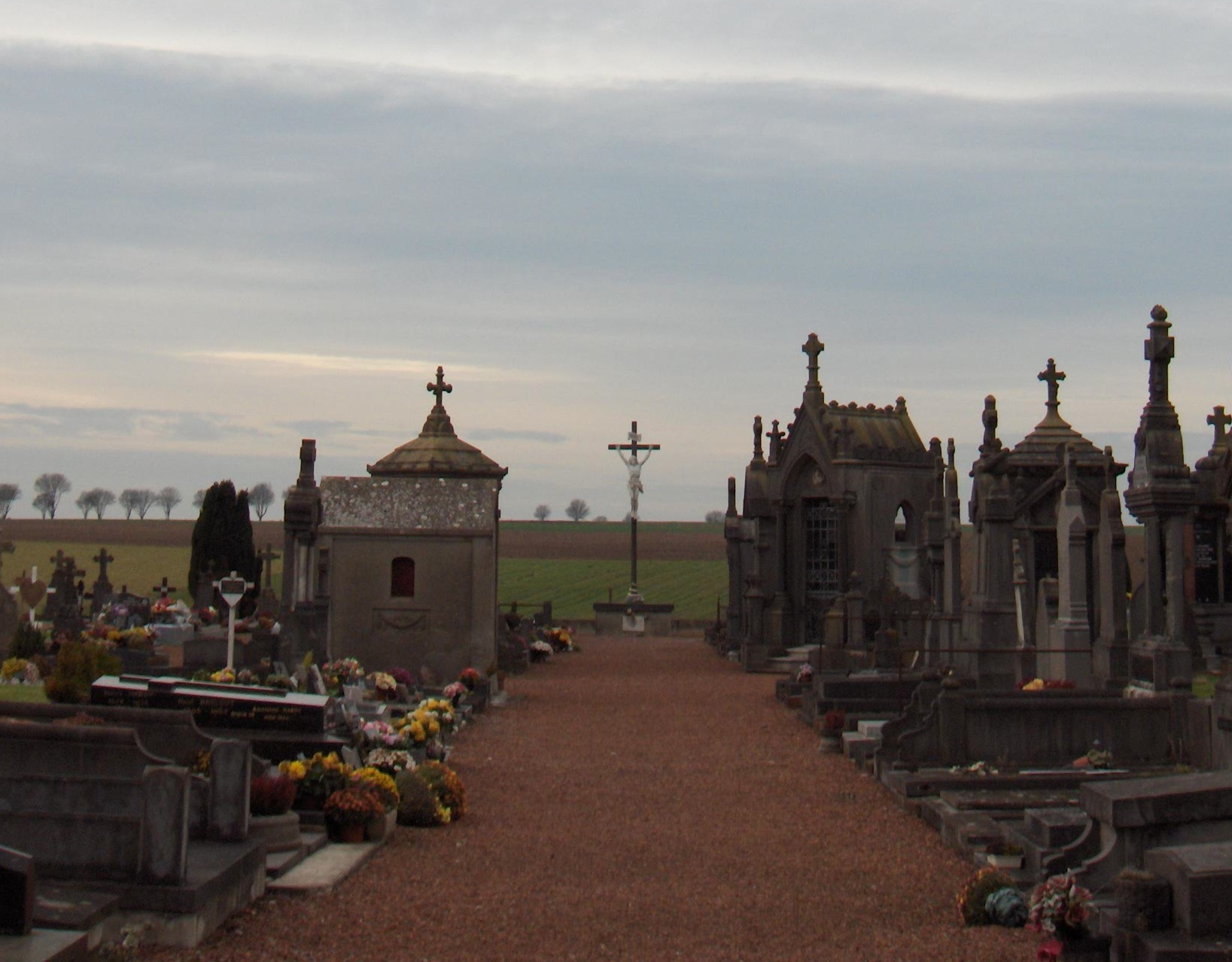
Kerkhof van Esnes (19e eeuw)
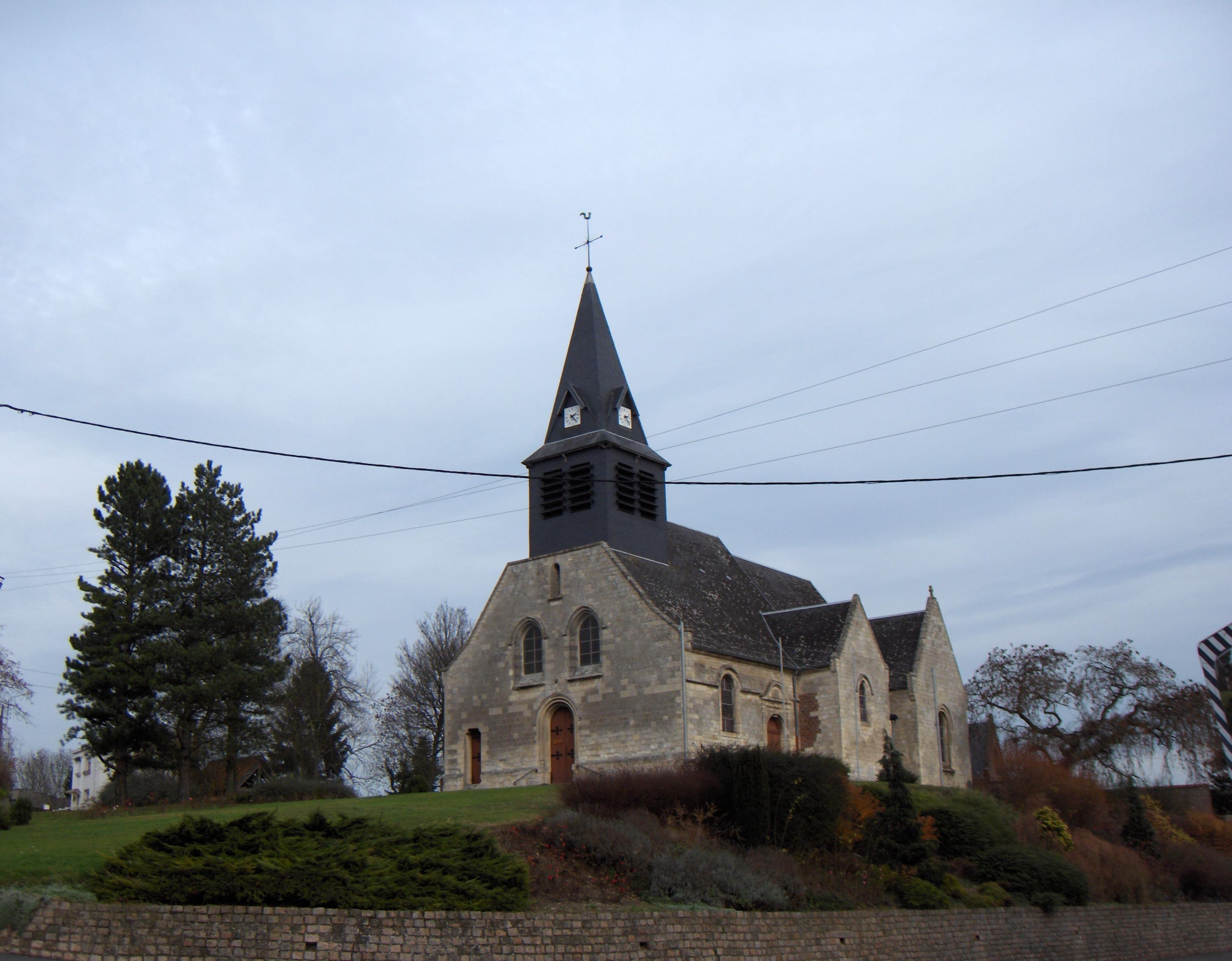
Sint-Pieterskerk van Esnes

## Geografie
De oppervlakte van Esnes bedraagt 14,4 km², de bevolkingsdichtheid is 43,2 inwoners per km².
De onderstaande kaart toont de ligging van Esnes met de belangrijkste infrastructuur en aangrenzende gemeenten.

## Demografie
Onderstaande figuur toont het verloop van het inwonertal tussen 1960 en vandaag (bron: INSEE-tellingen).
Zoals in veel kleine plaatsen in de streek daalt het inwoneraantal sinds geruime tijd. Eind 19e eeuw waren er nog ca. 1700 inwoners.

## Geboren
- Henri Quersin (1863-1944), schutter